# José Luis González Sánchez
José Luis González (n. Villaluenga de la Sagra, Toledo; 8 de diciembre de 1957) es un exatleta español especialista en pruebas de media distancia que fue subcampeón mundial de los 1500 metros en Roma 1987 y que está considerado como un gran atleta español.
Formó parte de la Sección de Atletismo del Real Madrid Club de Fútbol durante el año 1986.

## Biografía

### Primera etapa
Comenzó a destacar a nivel nacional a mediados de los años setenta, obteniendo su primer campeonato de España de 1500 metros en 1976. Participó en los Juegos Olímpicos de Moscú 1980, donde llegó alcanzó las semifinales.
Su primer gran éxito internacional fue la medalla de oro en los Campeonatos de Europa en pista cubierta de Milán 1982, donde venció a otro español, José Manuel Abascal. Durante los siguientes años González y Abascal mantuvieron una intensa rivalidad por ver quien era el mejor mediofondista español de la época, lo que contribuyó en buena medida a popularizar el deporte del atletismo en este país.
En los Campeonatos del mundo al aire libre de Helsinki 1983 sufrió una decepción al no clasificarse para la final por apenas un segundo. También falló al año siguiente en los Juegos Olímpicos de Los Ángeles 1984, donde aquejado de problemas físicos, fue eliminado en la primera ronda de su prueba con una pobre marca. En esos Juegos, José Manuel Abascal logró una meritoria medalla de bronce.

### Consagración
Su mejor émomento llegó a partir de 1985. En la temporada en pista cubierta de ese año ganó en Pireo su segundo título europeo de los 1500 metros y fue 2.º en los Campeonatos mundiales de París tras el australiano Mike Hillardt.
Ya en la temporada al aire libre, el 16 de julio participó en una mítica carrera en Niza en la que Steve Cram y Saïd Aouita se convirtieron en los primeros hombres en bajar de los 3:30 en los 1500 metros. González fue tercero en esa carrera con 3:30,92 que constituyó récord de España.
En 1986 logró en Madrid su tercer título europeo en pista cubierta en los 1500 metros. El 1 de marzo de ese año realizó en el Palacio de los Deportes de Oviedo un intento de batir el récord mundial de los 1500 metros en pista cubierta, que estaba en poder del irlandés Eamonn Coghlan con 3:35,8. González hizo una marca de 3:36,03 quedándose muy cerca del récord. Poco tiempo después el récord de Coghlan fue anulado por un problema de medición, ya que el cronometraje de la carrera no cumplía los requisitos exigidos por la Federación Internacional y la marca de González pasó a ser oficialmente el nuevo récord.
Parecía que los Campeonatos de Europa al aire libre de Stuttgart 1986 eran su gran oportunidad de lograr una medalla en una gran competición al aire libre. Sin embargo se quedó a las puertas del podio, en 4ª posición, por detrás de los entonces intocables británicos Steve Cram y Sebastian Coe, y del holandés Hans Kulker.
Tras tres títulos europeos en los 1500 metros en pista cubierta, en los siguientes campeonatos, los de Liévin 1987, decidió probar en la distancia superior, los 3.000 metros, y acabó logrando una gran victoria, por delante de un futuro campeón olímpico, el alemán Dieter Baumann.

### Roma 1987
En los Campeonatos del Mundo al aire libre de Roma 1987 logró por fin la ansiada medalla, al ser segundo los 1500 metros, siendo superado por el somalí Abdi Bile, mientras el norteamericano Jim Spivey se llevaba el bronce.
Constituyó la primera medalla para el atletismo español en una prueba de pista de unos mundiales al aire libre, ya que hasta entonces solo habían sumado medallas los marchadores.
Tras comenzar de forma inmejorable 1988 con un nuevo título europeo en los 3.000 metros en pista cubierta, todas sus esperanzas estaban puestas en los Juegos Olímpicos de Seúl 1988, que serían sus terceros Juegos y donde partía entre los grandes favoritos al oro. Sin embargo una lesión semanas antes de esta cita dio al traste con sus opciones y no pudo participar.
En los Campeonatos del Mundo en pista cubierta de Budapest 1989 consiguió la medalla de plata en los 3.000 metros, por detrás del marroquí Saïd Aouita.
Su último éxito internacional fue la medalla de bronce en los 3.000 metros de los Campeonatos de Europa en pista cubierta de Génova 1992.
Ya con 35 años participó en los Juegos Olímpicos de Barcelona 1992, aunque no estaba en un buen estado de forma y fue eliminado en la primera ronda de los 1500 metros. Tras los Juegos decidió retirarse del atletismo. En esos Juegos, otro español, Fermín Cacho, consiguió la medalla de oro en esa prueba, demostrando la capacidad del atletismo español en la producción de grandes mediofondistas.
Aparte de sus éxitos internacionales, se proclamó cuatro veces campeón de España de 1500 metros (1976, 79, 80 y 86) y una de 5.000 metros (1990)
En la actualidad sigue conservando el récord de España de la milla con 3:47,79 logrado en Oslo en 1985, y que es el récord más antiguo del atletismo español. Tras su abandono del atletismo, ejerció un tiempo como comentarista en las retransmisiones de atletismo de Televisión Española. En las elecciones municipales del 22 de mayo de 2011 fue elegido concejal del Ayuntamiento de Toledo tras concurrir como número tres en la candidatura del Partido Popular para esta ciudad.

## Palmarés Internacional
| Año  | Competición                       | Lugar       | Puesto              | Marca   |
| ---- | --------------------------------- | ----------- | ------------------- | ------- |
| 1975 | Europe Junior                     | Atenas      | 3º en 3000 mlisos   |         |
| 1975 | Mundial de Cross                  | Rabat       | 2º en Cross Junior  | 21:18   |
| 1980 | Juegos Olímpicos                  | Moscú       | 8º semif. en 1500 m | 3:42,6  |
| 1982 | Campeonato de Europa Indoor       | Milán       | 1º en 1500 m        | 3:38,70 |
| 1983 | Campeonato del Mundo              | Helsinki    | 6º semif. en 1500 m | 3:38,77 |
| 1983 | Juegos del Mediterráneo           | Barcelona   | 2º en 1.500 m       | 3:39.59 |
| 1983 | Juegos Iberoamericanos            | Barcelona   | 1º en 800 m         | 1:49,11 |
| 1984 | Juegos Olímpicos                  | Los Ángeles | 5º elim. en 1500 m  | 3:47,01 |
| 1985 | Campeonato de Europa Indoor       | Pireo       | 1º en 1500 m        | 3:39,26 |
| 1985 | Campeonato del Mundo Indoor       | París       | 2º en 1500 m        | 3:41,36 |
| 1985 | Copa de Europa (Primera división) | Budapest    | 1º en 1500 m        | 3:45.33 |
| 1986 | Campeonato de Europa Indoor       | Madrid      | 1º en 1500 m        | 3:44,55 |
| 1986 | Campeonato de Europa              | Stuttgart   | 4º en 1500 m        | 3:42,54 |
| 1986 | Grand Prix                        | Berlín      | 2º en Milla         | 42ptos. |
| 1986 | Milla de la Quinta Avenida        | Nueva York  | 1º Milla            | 3:53.52 |
| 1987 | Campeonato de Europa Indoor       | Liévin      | 1º en 3.000 m       | 7:52,28 |
| 1987 | Campeonato del Mundo              | Roma        | 2º en 1500 m        | 3:38,03 |
| 1987 | Copa de Europa de Atletismo       | Praga       | 2º en 1500 m        | 3:45.49 |
| 1988 | Campeonato de Europa Indoor       | Budapest    | 1º en 3.000 m       | 7:55,29 |
| 1988 | Final Grand Prix                  | Berlín      | 3º en Milla         | 3:56.67 |
| 1989 | Campeonato del Mundo Indoor       | Budapest    | 2º en 3.000 m       | 7:48,66 |
| 1990 | Campeonato de Europa              | Split       | 6º en 1500 m        | 3:39,15 |
| 1991 | Campeonato del Mundo Indoor       | Sevilla     | 7º en 3.000 m       | 7:48,44 |
| 1991 | Campeonato del Mundo              | Tokio       | 8º semif. en 1500 m | 3:41,71 |
| 1992 | Campeonato de Europa Indoor       | Génova      | 3º en 3.000 m       | 7:48,82 |
| 1992 | Juegos Olímpicos                  | Barcelona   | 7º elim. en 1500 m  | 3:46,75 |

## Palmarés nacional
- Campeón de España de Cross en:1980,1981.
- Campeón de España de 1500 m lisos aire libre en: 1976,1979,1980,1986.
  - 1976 3:45.8
  - 1979 3:42.5
  - 1980 3:45.3
  - 1986 3:44.98
- Campeón de España 5000 m lisos al aire libre en: 1990.
  - 1990 13:35.50

### Marcas personales.[2]
- 800 metros: 1´46"6 Madrid, 9 de septiembre de 1983.
- 1.500 metros: 3´30"92 (Niza, 16 de julio de 1985).
- Milla - 3´47"79 (Oslo, 27 de julio de 1985).
- 3000 metros - 7´42"93 Sevilla, 28 de mayo de 1985.
- 5.000 metros - 13´12"34 (Oslo, 4 de julio de 1987).
- 10000 metros - 29´03"5 Barcelona 30 de marzo de 1980.

## Premios, reconocimientos y distinciones
- Medalla de Plata de la Real Orden del Mérito Deportivo, otorgada por el Consejo Superior de Deportes (1994)[3]